# Ponteggi Dalmine
Ponteggi Dalmine - Società per ponteggi tubolari e strutture metalliche SpA (precedentemente Ponteggi Tubolari Dalmine Innocenti) era una azienda italiana che operava nel settore della produzione e vendita di attrezzature per il magazzinaggio e ponteggi per l'edilizia. Era nata il 5 maggio 1947, con sede a Milano. Faceva parte del gruppo IRI-Fintecna.
Nomi che hanno fatto la storia della Ponteggi Dalmine: il Geometra Fausto De Paoli, l'Ing. Salvatore Mura, il Dottor Alberto Galli ed il Geometra Emilio Zaffaroni.
È stata privatizzata nel 1999 e ceduta interamente al gruppo Marcegaglia che ne ha mantenuto gli stabilimenti di produzione cambiando soltanto il marchio nei prodotti e volturando le vigenti autorizzazioni ministeriali dei ponteggi.